# Libro mastro

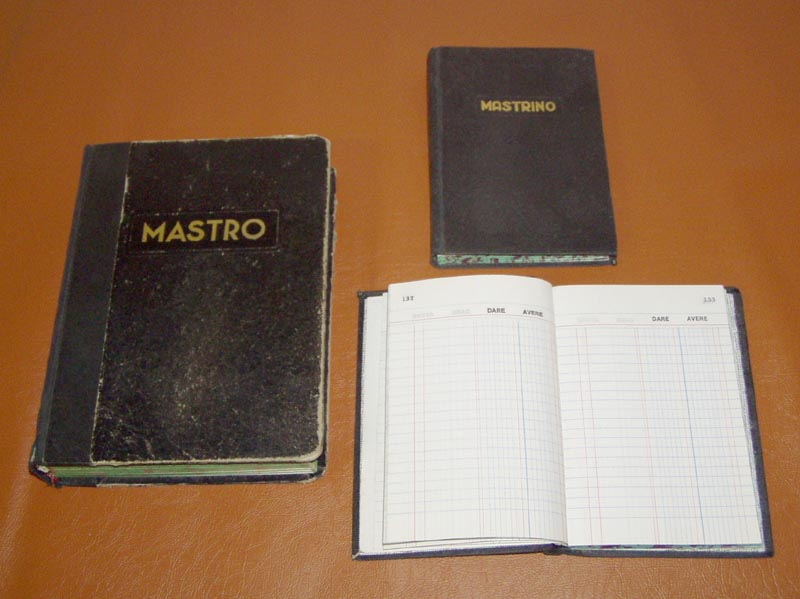
Mastro e mastrino

Il libro mastro è un registro della contabilità in cui sono riuniti tutti i conti (mastrini) che compongono un dato sistema contabile; esso, cioè, è l'insieme dei conti accesi in una determinata contabilità.

## Struttura
Nel libro mastro sono riportate due colonne, una del dare e una dell'avere ed eventualmente di rubrica alfabetica per debitori e creditori. In esso vengono riportate in ordine sistematico le operazioni di gestione di un'attività aziendale. Viene comunemente chiamato solo "mastro".